# Батракова Наталя
Наталя Батракова (нар. 18 травня 1964, Бєлиничі, Могильовська область) — білоруська письменниця.

## Біографія
Наталя Батракова народилась і виросла у Бєлиничах. Закінчила Гомельський інститут залізничного транспорту. Живе у Мінську, де очолює представництво однієї з іноземних транспортних компаній.
Пише вірші і прозу російською мовою. У 2000 році вийшла її перша книга віршів «Состояние души» (укр. Стан душі), а у 2002 — роман-дилогія «Территория души» (укр. Територія душі), тирож якої миттєво розійшовся.